# Коробицин, Алексей Павлович
Алексей Павлович Коробицин (настоящее имя — Алексей Моисеевич Кантор, исп. Alejo Oscar Kantor; 29 декабря 1910, Ла-Риоха, Аргентина — 24 марта 1966, Москва) — советский разведчик и писатель. Кодовые имена Турбан, Лео, Нарсисо.

## Биография
Родился в Аргентине в семье горного инженера Моисея Исааковича Кантора. В 1924 году вместе с матерью и старшими братьями вернулся в СССР (отец возвратился двумя годами позже). Служил на Балтийском флоте (1928—1930), после этого шесть лет ходил в торговом флоте. В 1936 году отправлен в Испанию, участвовал в гражданской войне, был пресс-атташе советского консульства в Барселоне, советником адмирала Н. Г. Кузнецова, командовал базой торпедных катеров. Награждён орденом Красного Знамени (3 января 1937 года).
После окончания военных действий поступил в распоряжение разведывательного управления РККА, был направлен на нелегальную работу в Мексику с легендой мексиканского бизнесмена. Поступил на дипломатическую работу — был почётным консулом Мексики в Кливленде, затем заместителем консула в Берлине до 1941 года. Наладил функционирование разведывательной сети «Турбан» в США. В конце 1941 года её работа была свернута в связи с вступлением США в войну на советской стороне.
С 1942 года — в СССР, руководил диверсионно-разведывательной группой, заброшенной в немецкий тыл под Чечерском Гомельской области., награждён орденом Красной Звезды и медалью «Партизану Отечественной войны» 1-й степени. В 1944 году переброшен в Румынию, где работал в составе Союзной контрольной комиссии под именем А. П. Кораблёва. После войны работал начальником отделения в спецшколе военной разведки, совершил нелегальную командировку во Францию для идентификации немецких кораблей, захваченных Францией в счёт репараций и переименованных в целях сокрытия от репарационной комиссии. Уволен в запас в звании майора в 1947 году в ходе кампании по борьбе с космополитизмом. Работал на кафедре испанского языка Военного института иностранных языков.
Написал приключенческие и детективные книги для юношества — «Хуан Маркадо — мститель из Техаса» и «Тайна музея восковых фигур».
Брат — философ и искусствовед Карл Моисеевич Кантор, племянники — писатели Владимир Кантор и Максим Кантор.

## Книги
- Жизнь в рассрочку (повесть и рассказы). — М.: Молодая гвардия, 1957.
- Хуан Маркадо — мститель из Техаса. — М.: Детгиз, 1962 (переизд.: М.: Детская литература, 1966).
- Тайна музея восковых фигур. — М.: Детская литература, 1965 (Библиотека приключений и научной фантастики). (журнальная версия: Юность. 1964. № 7—10).
- Das Geheimnis des Wachsfigurenkabinetts: Kriminalroman (Tайна музея восковых фигур, на немецком языке). Buchclub 65. — Berlin: Verlag Kultur und Fortschritt, 1966.